# Мратинци
Мратинци (серб. Мратинци / Mratinci) — село в общине Братунац Республики Сербской Боснии и Герцеговины. В настоящее время село необитаемо.

## География
Занимаемая площадь — 579 гектаров.